# Predsjednik Irske
Predsjednik Irske (irski: Uachtarán na hÉireann) je poglavar Republike Irske. Predsjednika Irske biraju državljani Irske svakih sedam godina, a maksimalno za predsjednika se može biti izabran dva puta. Predsjedništvo je više ceremonijalna stvar jer predsjednik Irske ima ograničene odgovornosti, dok stvarnu vlast drži Vlada. Predsjednički ured Irske ustanovljen je irskim Ustavom iz 1937. Predsjedničko službeno sjedište je Áras an Uachtaráin u Dublinu. Trenutni irski predsjednik je Michael D. Higgins, koji je na taj položaj došao 11. studenog 2011.